# Pornografia e erotismo nas Filipinas
A pornografia e erotismo nas Filipinas é definida pela lei filipina do Código Penal Revisado das Filipinas e pela Lei nº 7610 da República. De acordo com essa legislação filipina, a pornografia são doutrinas, publicações, programas e outros materiais semelhantes, ou retratos que defendem o comportamento humano, de imoralidade, obscenidade e indecência. As legislações filipinas penalizam a participação nessas atividades ilegais, que estendem a punição àquelas que trazem abuso, exploração, prostituição e discriminação de crianças.

## História
Materiais pornográficos chegaram pela primeira vez às Filipinas em 1946, na forma de revistas pornográficas importadas dos Estados Unidos. Durante a década de 1960, revistas para mulheres nas Filipinas apresentaram artigos literários com tópicos sobre contracepção, saúde sexual, casamento, erótica e liberação sexual com o objetivo de melhorar o relacionamento conjugal, e não como um impedimento ou substituição à sexualidade humana natural e normal romântica ou apropriada.
Também nesta década, a pornografia tornou-se acessível a homens e mulheres afluentes adultos que estavam em um relacionamento maduro que poderia ser visto através de projetores de filme portátil de oito milímetros, antes da introdução dos videocassetes mais acessíveis. Embora ilegais, as locadoras de vídeo locais e as bancas de jornal se tornaram o principal canal de venda e aluguel de materiais pornográficos. A mídia erótica e pornográfica produzida localmente nas Filipinas tornou-se disponível nas formas de materiais publicados e shows de sexo pré-gravados e ao vivo. O primeiro filme pornô filipino de softcore apareceu na década de 1970, intitulado Uhaw (literalmente, "sede", mas figurativamente denota "fome sexual" ou "desejo sexual"), um filme em que o papel principal feminino foi retratado por um ex-rainha filipina do concurso de beleza, Merle Fernandez, irmã mais velha da estrela de ação Rudy Fernandez. Produção de qualidade caseira e pobre filmes hardcore sexualmente orientados também apareceram mais tarde, antes da chegada de CDs, VCDs, DVDs, televisão a cabo, serviços de venda por correspondência e visuais acessíveis pela Internet e informações sobre atividade sexual.

## Pesquisa
Uma pesquisa informal de consumo realizada por um médico filipino, revelou que os homens e mulheres filipinos modernos têm diferentes propósitos para ver ou ler materiais eróticos e sexualmente relacionados. Com base no estudo, as consumidoras femininas desenvolvem-se em torno do "contexto do casal" ou contexto de relacionamento, enquanto os usuários do sexo masculino o fazem em relação à atividade sexual solitária. O estudo de Leyson também descobriu que há um aumento contínuo de preferências entre homens e mulheres “educados, sofisticados e profissionais” que estão envolvidos em um relacionamento íntimo para as chamadas versões “limpas” ou “softcore” de recursos sexualmente orientados.